# Bakteriofag
Bakteriofag ili kraće fag je specifični bakterijski virus koji se umnožava na račun bakterija. Fag pliva u kulturnom mediju dok ne nađe bakteriju koju inficira da bi njen proces razmnožavanja zaustavio, a umjesto toga započeo proces izgradnje mnogih novih faga (phaga). Na kraju se bakterija rasprsne, a fagi se oslobađaju u kulturnom mediju gdje se sve prethodno opisano ponavlja, ali na mnogo više bakterija.
Fage je 1915. godine prvi opisao Englez Frederick Twort.
Njihov kromosom može različito izgledati. Npr. gama bakteriofag ima samo jednu linearnu dvostruku zavojnicu. Fag M13 ima oblik prstena i sastoji se samo od jednog. Drugi fagi imaju genom koji je kodiran na jednoj RNK molekuli. Veličina jednog genoma je relativno mala. Često fagi ne trebaju svoj čitav genom da bi preživjeli. Tako se npr. u gama fag mogu ubaciti fragnemnti strane DNK veličine do 13 kb. Na taj način će se ti fragmenti zajedno s fragima umnožavati.

## Razmnožavanje bakteriofaga
Zbog neposjedovanja vlastitog prometa materije (metabolizma) virusi za vlastitu reprodukciju trebaju biološkog domaćina. U slučaju bakteriofaga to je podesna živa bakterijska stanica. Proces reprodukcije moguće je podijeliti u pet faza:
1. Apsorpcija – prianjanje krajeva faga koji su u vidu tanke niti (repa) na površinske strukture bakterijske stanice koja ima ulogu domaćina.
2. Injiciranje (unošenje) fagove DNK odnosno RNK u bakterijsku stanicu. Pritom omotač faga ostaje na površini bakterijske membrane kao nefunkcionalne bjelančevine.
3. Latentna faza tokom koje se u bakterijskoj stanici još uvijek ne mogu uočiti niti dokazati strukture bakteriofaga. U ovoj fazi počinje transkripcija virusnog genoma, translacija viralne mRNK, te replikacija virusnih nukleinskih kiselina. Ova faza može potrajati nekoliko sati.
4. U fazi sazrijevanja se dešava svojevrsno sastavljanje novonastalih dijelova faga (tzv. Assembly).
5. Oslobađanje novih virusnih čestica u postupku uništavanja (lizije) bakterijske stanice – domaćina ili se pak kod nekih bakterija događa samo preuzimanje pojedinih genetskih informacija u vlastiti genom. Nastaju desetine, nekada stotine novih bakterijskih virusa – faga nakon iskorištavanja infrastrukture i materijala bakterijske stanice - domaćina.

## Područja primjene
Fagi se koriste u medicini, biologiji i agronomiji, prije svega u području gen-tehnologija. U medicini se pokušava iskoristiti njihova sposobnost u razaranju bakterijskih stanicama čime bi oni trebali postati zamjena za antibiotike. Zbog sve bržeg razvoja multiplicirane rezistencije nekih bakterija na antibiotike, pokušava se takve bakterije inficirati bakteriofagima i uništiti ih. Zasada na ovom principu u medicini nisu razvijene primjenljive metode zbog visoke nestabilnosti faga u čovječjem organizmu kao i problema da organizam brzo prepoznaje fage kao strano tijelo, razvija specifičnu imunološku reakciju i uništava ih.
Fagi se trenutno koriste u terapiji za liječenje bakterijskih infekcija koje ne reagiraju na konvencionalne antibiotike, osobito u Rusiji i Gruziji.  U Wrocławu u Poljskoj postoji i jedinica za fagoterapiju, osnovana 2005. godine, koja nastavlja nekoliko desetljeća duga istraživanja Instituta za imunologiju i eksperimentalnu terapiju Poljske akademije znanosti, jedinog takvog centra u zemlji Europske unije. 
Puno uspješnija primjena faga je u molekularnoj biologiji. Fagi, za razliku od plazmida, nisu sastavni dio bakterija, nego samostalni (polu) organizmi. Neki značajni enzimi koji su kodirani u genomu faga su danas rutinski "alati" molekularne biologije. Na primjer RNK i DNK polimeraze, te DNK ligaze. Osim toga bakteriofagi služe kao vektori, posebno lamda bekteriofag. Nasuprot plazmidima, a zahvaljujući efikasnom pakovanju njihove DNK, oni omogućavaju kloniranje većeg dijela DNK. 
Fag kao vektor s prenošenje u genu kodirane informacije za sintezu jedne bjelančevine:
Primjer je humani inzulin. Ova bjelančevina se svakodnevno daje milijunima oboljelih od šećerne bolesti. Iz genoma čovjeka izdvoji se gen koji kodira sintezu inzulina. Taj će gen biti ugrađen u genom faga. Tako izmijenjeni «preparirani» fag bit će doveden u kontakt s pogodnom bekterijon – npr. E. coli. Fag pronalazi svog domaćina za vlastito umnožavanje ali istovremeno i za prenošenje bakteriji E. Coli u genu kodirane informacije o sintezi inzulina. Pošto je i bakterija E. coli (obogaćena i genom za sintezu inzulina) sposobna da se jako brzo razmnožava mogu se tako vrlo učinkovito dobivati velike količine humanog proteina bjelančevine – inzulin.
Razvoj ove metode bio je odlučujući korak za kloniranje gena. Na taj način čitav manji genom može biti zapakiran u jednom fagu. U međuvremenu su fagi izgubili na značaju jer su otkriveni povoljniji postupci za kloniranje gena. 